# 26 жовтня
26 жовтня — 299-й день року (300-й у високосні роки) у григоріанському календарі. До кінця року залишається 66 днів.

## Свята і пам'ятні дні

### Національні
- Австрія: Національне свято Австрійської Республіки.
- Туніс: День інженера.
- Бенін: День збройних сил.

### Релігійні
Православні:
- День пам'яті християнського святого великомученика Дмитра Солунського.
- Преподобного Феофіла Києво-Печерського, єпископа Новгородського, в Дальніх печерах.
- Мученика Лупа.
- Преподобного Афанасія Мидикійського.
- Преподобного Димитрія Басарбовського.[1]

## Іменини
✝  Католицькі:
✙ Православні: Дмитро.

## Події
- 1636 — Заснований Гарвардський коледж, що став в першій чверті XIX ст. університетом, одним з найвідоміших в США і світі.
- 1810 — США анексують Західну Флориду.
- 1861 — Німецький винахідник Філіпп Рейс у Франкфурті продемонстрував свій винахід, який він назвав телефоном.
- 1863 — В Женеві утворений Міжнародний Червоний Хрест.
- 1863 — В Лондоні заснована Англійська футбольна асоціація.
- 1900 — В Нью-Йорку відкрита перша лінія метрополітену.
- 1905 — Швеція і Норвегія розривають союз.
- 1938 — Фірма DuPont розробила новий синтетичний матеріал — нейлон.
- 1938 — Августин Волошин призначений новим прем'єр-міністром автономного уряду Підкарпатської Русі.
- 1939 — так звані «Народні Збори Західної України» у Львові під більшовицьким тиском ухвалили декларації щодо встановлення радянської влади, входження до УРСР, конфіскацію поміщицьких і монастирських земель, націоналізацію банків та промисловості.
- 1944 — Війська США знищили японський флот в затоці Лійт на Філіппінах.
- 1962 — Микита Хрущов і Джон Кеннеді домовилися про повернення радянських кораблів, які везли на Кубу ракети.
- 1984 — На екрани США вийшов суперпопулярний блокбастер «Термінатор», із Арнольдом Шварценеггером у головній ролі.
- 2012 — Святкування першого дня любові до себе.
- 2014 — Парламентські вибори в Україні.

## Народились
Дивись також Категорія:Народились 26 жовтня
- 1645 — Арт де Ґелдер, нідерландський живописець, останній та найбільш вірний учень Рембрандта.
- 1685 — Доменіко Скарлатті, італійський композитор й клавесиніст епохи бароко, автор 555 сонат для фортепіано (†1757). Син композитора Алессандро Скарлатті, брат композитора П'єтро Філіппо Скарлатті.
- 1849 — Фердинанд Георг Фробеніус, німецький математик.
- 1842 — Верещагін Василь, російський художник-баталіст.
- 1846 — Льюїс Босс, американський астроном, укладач Генерального каталогу зірок.
- 1885 — Андрій Ніковський, український громадський і політичний діяч, міністр закордонних справ в уряді УНР.
- 1901 — Бенедикт Норд, український і російський театральний режисер і педагог.
- 1914 — Акілле Компаньоні, італійський альпініст, перший підкорювач (разом з Ліно Лачеделлі) другої вершини світу, Чогорі, 31 липня 1954.
- 1932 — Лайош Чордаш, угорський футболіст, тренер. Олімпійський чемпіон Гельсінкі.
- 1947 — Гілларі Клінтон, американська політикиня, державна секретарка США (2009–2013), сенаторка від штату Нью-Йорк (2001–2009), колишня Перша леді США з 1993 до 2001
- 1947 — В'ячеслав Криштофович, український кінорежисер і сценарист. Член-кореспондент Академії мистецтв України (1997). Заслужений діяч мистецтв України (2000).
- 1947 — Ольга Матешко, українська акторка.
- 1950 — Володимир Лис, український журналіст, драматург, письменник.
- 1992 — Олександр Пушко, український поет.

## Померли
Дивись також Категорія:Померли 26 жовтня
- 1610 — Франческо Ванні, італійський художник бароко і гравер сієнської школи; послідовник Рафаеля, Бароччі і Карраччі.
- 1733 — Антоніо Верачіні, італійський композитор і скрипаль епохи бароко; дядько і вчитель композитора і скрипаля епохи пізнього бароко Франческо Марія Верачіні.
- 1764 — Вільям Гоґарт, британський художник доби англійського рококо і просвітництва.
- 1890 — Карло Коллоді, італійський письменник і журналіст, відомий своєю казкою «Піноккіо».
- 1909 — Іто Хіробумі, японський політичний і державний діяч, перший прем'єр-міністр Японії.
- 1952 — Гетті Мак-Денієл, американська акторка, перша афроамериканка, котра здобула премію «Оскар».
- 1957 — Герті Тереза Корі, американська біохімікиня, лауреатка Нобелівської премії з фізіології або медицини.
- 1972 — Ігор Сікорський, американський авіаконструктор і авіабудівник українського походження.